# Geraldton Sandplains

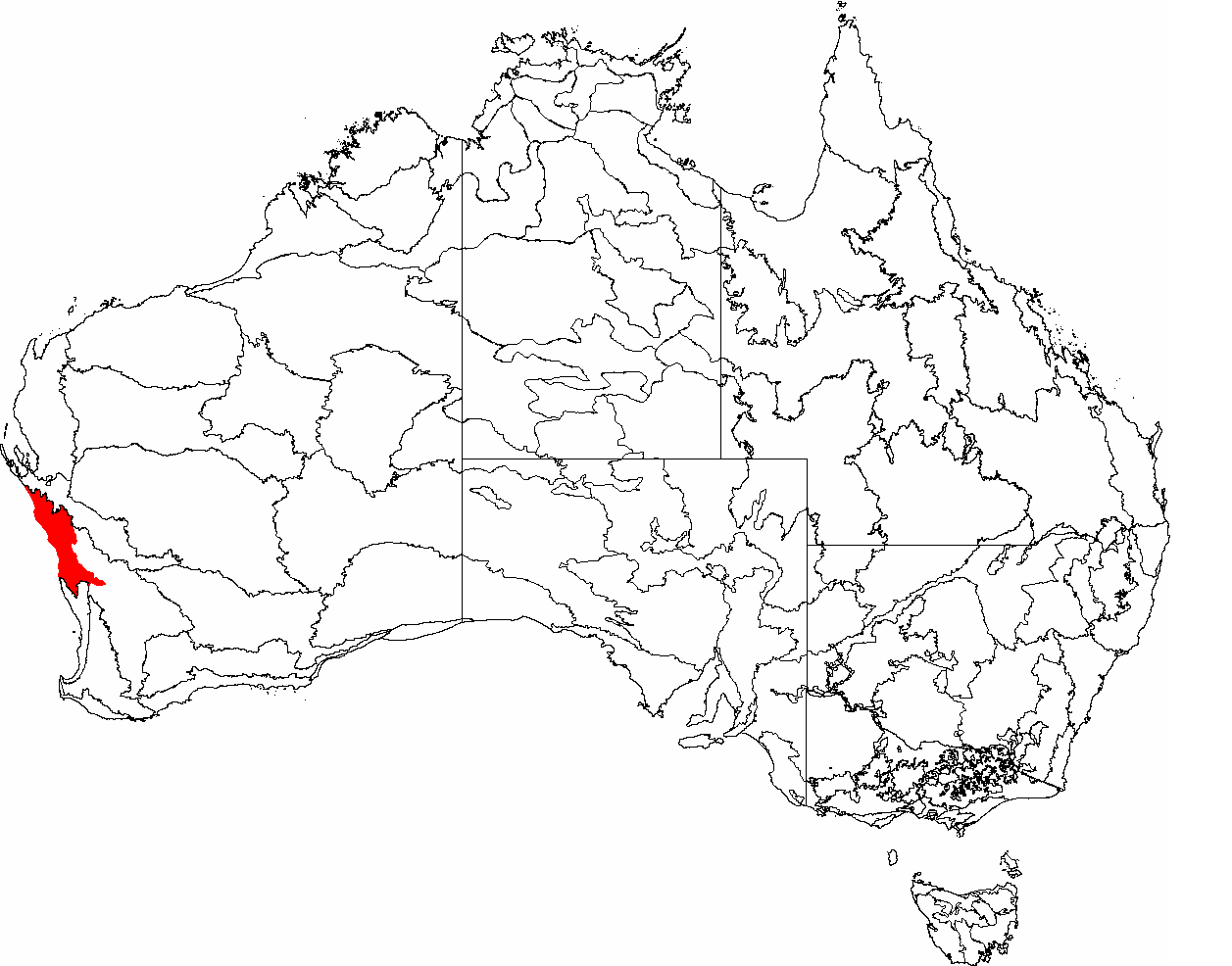
The IBRA región, con Geraldton Sandplains en rojo

Geraldton Sandplains es una Interim Biogeographic Regionalisation for Australia (IBRA) región en la Australia Occidental y parte de la gran sabana del sudoeste de Australia.
Consta de dos subregiones:
- Geraldton Hills subregión
- Lesuer subregión